# SN 1986J
SN 1986J – supernowa typu II odkryta w sierpniu 1986 roku w galaktyce NGC 891. W momencie odkrycia miała maksymalną jasność 18,40m.